# بوبي كولمان
بوبي كولمان (بالإنجليزية: Bobby Coleman) مواليد 5 مايو 1997 في لوس أنجلوس، هو ممثل أمريكي بدأ مسيرته الفنية سنة 2002.

## الأعمال
- جاغ
- أصدقاء مع المال
- طفل من المريخ
- نايت رايدر
- ذا لاست سونغ

## روابط خارجية
- بوبي كولمان على موقع IMDb (الإنجليزية)
- بوبي كولمان على موقع ألو سيني (الفرنسية)
- بوبي كولمان على موقع أول موفي (الإنجليزية)
- بوبي كولمان على موقع قاعدة بيانات الأفلام السويدية (السويدية)
- بوبي كولمان على موقع قاعدة بيانات الفيلم (الإنجليزية)
- بوبي كولمان على موقع كينوبويسك (الروسية)